# Pardalosus neodistinctus
Pardalosus neodistinctus är en skalbaggsart som beskrevs av Brown 1928. Pardalosus neodistinctus ingår i släktet Pardalosus och familjen Aphodiidae. Inga underarter finns listade i Catalogue of Life.